# Alexandre Varaut
Pour les articles homonymes, voir Varaut.
Alexandre Varaut, né le 18 janvier 1966 à Neuilly-sur-Seine, est un avocat et homme politique français. Il est député au Parlement européen de 1999 à 2004, élu sur la liste conduite par Charles Pasqua et Philippe de Villiers, et il est une nouvelle fois élu à cette fonction en juin 2024, sous l'étiquette RN, sur la liste menée par Jordan Bardella.

## Carrière d'avocat
Fils du célèbre avocat Jean-Marc Varaut (militant monarchiste passé par l’Action française et les comités de Jean-Louis Tixier-Vignancour) et de l'avocate Daphné Varaut née Mellor (fille d'Alec William Mellor, sœur de Sophie de Mijolla-Mellor), Alexandre Varaut est avocat à la Cour d'appel de Paris.
Il défend Xavier Dugoin, président du conseil général de l'Essonne, Philippe de Villiers, la région Pays de la Loire dans l'affaire Erika, Fanny Truchelut, des victimes de l'accident de Brétigny, le Département de la Vendée dans l'affaire des crèches de Noël, des prévenus dans les affaires Bygmalion ou Kazakhgate, l’Opus Dei dans ses procès pour diffamation contre des journalistes ou des romanciers. En 2013, il est avocat de la partie civile dans l'enquête de l'accident ferroviaire de Brétigny-sur-Orge. Il est l'avocat de La Manif pour tous dans l'une de leurs nombreuses affaires. Il fait partie de la défense des accusés dans le procès du Rassemblement national et d'éminentes personnalités du parti, dont Marine Le Pen, pour emplois fictifs d'assistants parlementaires et détournements de fonds du Parlement européen.

## Carrière d'homme politique
Proche de milieux de droite durant ses études, Alexandre Varaut s'est lancé en politique peu après l'élection présidentielle de mai 1995, en prenant sa carte au Mouvement pour la France (MPF) créé par Philippe de Villiers. Il devient ainsi président de la fédération de Paris et responsable des questions de justice au MPF. En parallèle, il occupe le poste de Vice-président et porte-parole du MPF ainsi que celui de coordonnateur de la région Ile de France pour le parti.
Député européen de décembre 1999 à 2004 (en remplacement de Philippe de Villiers), il fait partie des députés ayant déposé une déclaration écrite européenne contre l'handiphobie, en réaction à l'arrêt « Perruche » de la Cour de cassation.
En 2004, il est candidat en position éligible aux élections régionales sur la liste UMP de Jean-François Copé mais n'est pas élu, du fait de la défaite de la majorité présidentielle face au PS.
Candidat aux élections législatives de juin 2007 dans la cinquième circonscription de la Seine-Saint-Denis, soutenu par l'UMP, il obtiendra 8,11 % des suffrages au 1er tour, se plaçant ainsi en 4e position sur seize candidats.
Proche du vice-président de l'UMP et fondateur de La Droite forte Guillaume Peltier, il est nommé en novembre 2013 secrétaire national de l'UMP et membre du bureau politique, il quitte le mouvement un an plus tard.
Il travaille comme avocat du Rassemblement national pendant plusieurs années.
Le 6 mars 2024, il rejoint la liste du RN pour les élections européennes de 2024. Placé à la treizième position sur la liste de Jordan Bardella, il est élu le 9 juin 2024.
Depuis son jeune âge, il est catholique pratiquant engagé à droite et présentant un profil conservateur sur les sujets de société.

## Engagement associatif
Au sein du Collectif contre l'handiphobie, qu'il préside, il rédige deux articles et un livre pour mettre en garde contre les dérives eugénistes de l'IMG, notamment à l'encontre des personnes avec trisomie 21.

## Vie privée
Il est marié à Mayté Varaut, née Dumontet, présidente de l'association Les Amis de Jérôme-Lejeune, issue de la fondation Jérôme-Lejeune, qui soutient la recherche de traitements pour la trisomie 21 et les autres déficiences intellectuelles génétiques. Le couple a six enfants, dont trois filles, Colombe, Raphaëlle et Violaine, et trois fils, Louis, François et Martin. L'un est porteur de trisomie 21.
Son frère aîné, Charles-Henri Varaut, mort en 1984 dans un accident de voiture, était l'un des porte-paroles du GUD. L'autrice Laurence Varaut, qui a beaucoup écrit sur la spiritualité orthodoxe russe, est sa sœur aînée.
Alexandre Varaut est de confession catholique.

## Ouvrage et lien externe
- Alexandre Varaut, Être ou ne pas naître, éditions du Rocher, coll. « Colère », 2002.